# Pentatlo moderno nos Jogos Olímpicos de Verão de 2024
As competições de pentatlo moderno nos Jogos Olímpicos de Verão de 2024 foram realizadas entre 8 e 11 de agosto de 2024 no Palácio de Versalhes e na Arena Paris Nord, em Paris. O Palácio de Versalhes sediou todos os eventos do pentatlo moderno, com exceção das rodadas de classificação da esgrima, que ocorreram na Arena Paris Norte. Um total de 72 pentatletas de 31 Comitês Olímpicos Nacionais (CON) competiram em dois eventos de medalhas, sendo um de cada gênero.
No final de 2021, o Comitê Olímpico Internacional anunciou que o pentatlo moderno seria retirado do programa olímpico após 2024 devido a uma polêmica no segmento de equitação do evento feminino nos Jogos Olímpicos de Verão de 2020, onde a técnica alemã Kim Raisner foi expulsa dos Jogos por agredir fisicamente um dos cavalos. Em resposta a este incidente, a União Internacional de Pentatlo Moderno (UIPM) foi avisada pelo COI para substituir o segmento de equitação por uma nova quinta disciplina para reconsiderar a inclusão do esporte em edições futuras. Após o anúncio dos planos da UIPM para a substituição do segmento de equitação por corridas de obstáculos, o pentatlo moderno foi reintegrado para os Jogos Olímpicos de Verão de 2028.

## Qualificação
Setenta e dois atletas foram elegíveis para se qualificar para cada um dos dois eventos, sendo um máximo de dois por gênero por CON. Os métodos de qualificação permaneceram os mesmos para eventos masculinos e femininos com relação a última edição.
A França, país anfitrião, teve reservada uma única vaga para cada uma das provas masculinas e femininas, enquanto duas vagas universais foram alocadas pela UIPM assim que o restante das qualificatórias fosse decidida.
O período de qualificação começou com a atribuição da primeira vaga ao vencedor da final da Copa do Mundo UIPM de 2023. Cinco encontros continentais proporcionaram mais vinte vagas por gênero entre janeiro e dezembro de 2023: uma da África e uma da Oceania, cinco da Ásia, oito da Europa e cinco das Américas com um máximo de uma vaga por CON (dois vencedores cada da NORCECA e da América do Sul, e vencedor da medalha de ouro independente da região, nos Jogos Pan-Americanos de 2023 em Santiago, Chile). Três vagas foram concedidas aos pentatletas com melhor classificação em cada evento baseado nos Campeonatos Mundiais da UIPM de 2023 e 2024, com o restante das vagas oferecida àqueles que disputaram a qualificação com base no ranking mundial da UIPM.

## Formato

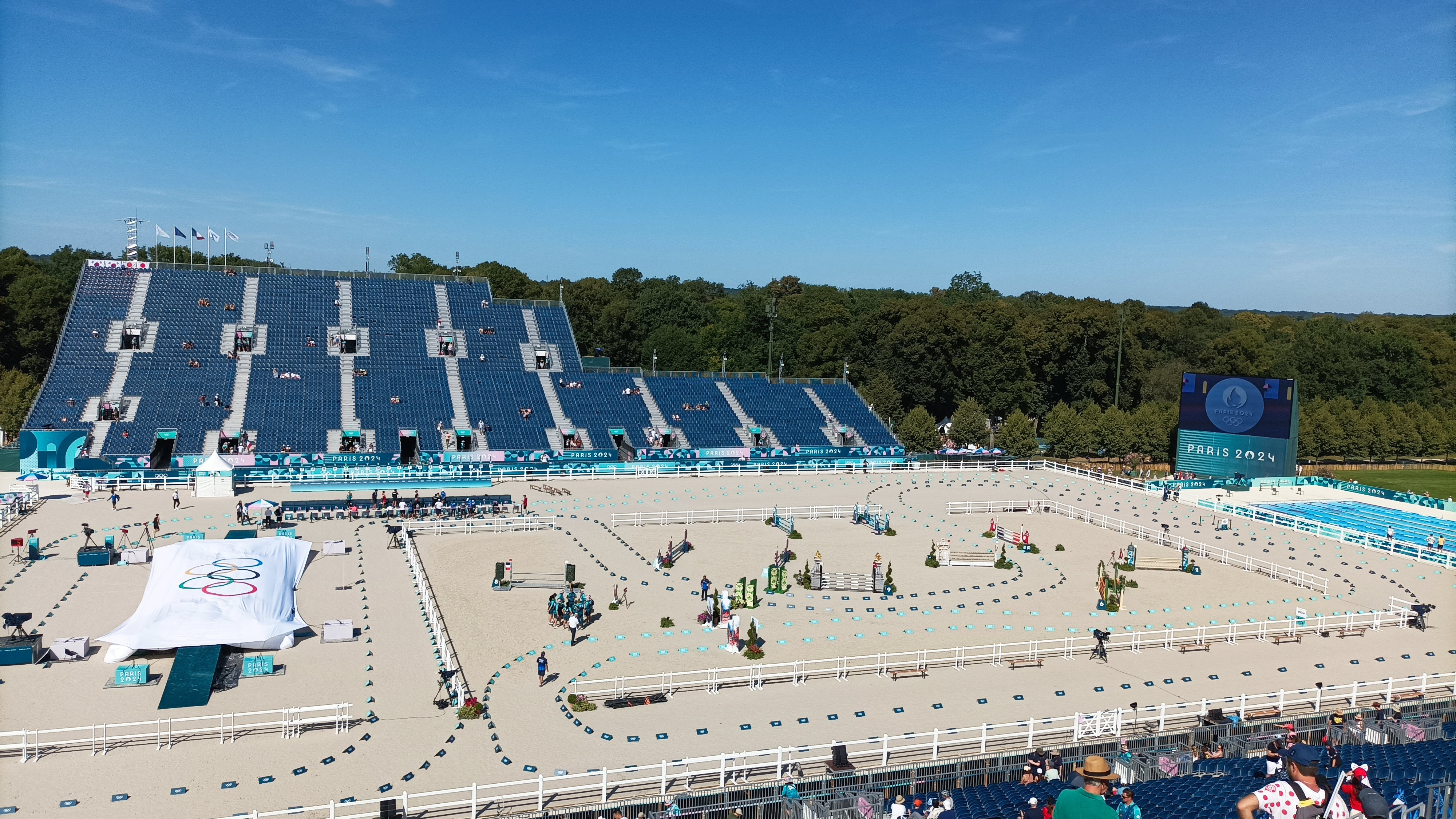
Etapas do pentatlo moderno no Palácio de Versalhes

O pentatlo moderno consiste em cinco eventos: tiro com pistola, espada da esgrima, 200 metros nado livre, saltos do hipismo e a corrida de cross-country de 3200 metros.
Os primeiros três eventos (esgrima, natação e saltos de hipismo) são definidos por um sistema de pontuação. Esses pontos foram, então, convertidos em uma diferença de tempo para o evento final combinado (tiro em pistola e corrida de cross-country), com o líder em pontos largando primeiro e cada outro competidor tendo uma largada postergada baseada em sua distância em pontos para o líder. De tal maneira, a ordem de término da corrida é a classificação final do evento.
Similar aos Jogos anteriores, o evento da esgrima consistiu em duas rodadas: fase de todos contra todos e uma rodada bônus. Na primeira, cada competidor enfrentou todos os outros em um duelo de um toque com a espada. Os competidores foram ranqueados de acordo com o número de vitórias. A rodada bônus é realizada em um sistema de eliminação. Os dois competidores de menor classificação na primeira rodada enfrentaram-se em outro duelo de um toque; o vencedor recebeu uma vitória adicional e avançou para enfrentar o próximo competidor de pior ranking. Isto continuou até que todos os competidores tivessem competido na rodada bônus.
A prova de natação consistiu em um evento de 200 metros nado livre, com a pontuação baseada no tempo e a competição de saltos do hipismo envolveu um percurso de doze obstáculos com um cavalo desconhecido. O placar foi baseado em penalidades por obstáculos caídos, refugos, quedas e estouro do tempo limite.
O evento combinado de corrida e de tiro de pistola (denominado laser run) persistiu no mesmo formato estabelecido desde os Jogos de 2012; os pentatletas enfrentam quatro rodadas de tiro seguidas por uma corrida de 800 metros. Em cada uma das quatro rodadas de tiro, devem atingir cinco alvos, carregando a arma após cada tiro, sendo liberados para reiniciar a corrida após acertar todos. Os erros não são penalizados, mas resultam em um aumento de tempo do competidor até acertar os cinco alvos. Após 70 segundos, mesmo que o competidor não tenha acertado os cinco alvos, ele está liberado para a próxima parte da prova.

## Calendário
Os eventos do pentatlo moderno começaram com a fase de ranqueamento da esgrima em 8 de agosto de 2024, tanto para os homens quanto para as mulheres. A definição das medalhas no masculino ocorreu em 10 de agosto, com o término do evento feminino no dia seguinte.
| Ranqueamento | Semifinal | Final | Medalhas |

| DataEvento | Qui 8 ago | Sex 9 ago | Sex 9 ago | Sex 9 ago | Sex 9 ago | Sáb 10 ago | Sáb 10 ago | Sáb 10 ago | Sáb 10 ago | Dom 11 ago | Dom 11 ago | Dom 11 ago | Dom 11 ago |
| ---------- | --------- | --------- | --------- | --------- | --------- | ---------- | ---------- | ---------- | ---------- | ---------- | ---------- | ---------- | ---------- |
| Masculino  | ER        | HS        | EB        | N         | LR        | HS         | EB         | N          | LR         |            |            |            |            |
| Feminino   | ER        |           |           |           |           | HS         | EB         | N          | LR         | HS         | EB         | N          | LR         |

Legenda
- LR = Laser run

## Nações participantes
Ao todo, 31 CONs tiveram pentatletas qualificados em ao menos um evento. Entre parênteses encontra-se representada a quantidade de competidores.
- GER Alemanha (4)
- ARG Argentina (1)
- AUS Austrália (1)
- BRA Brasil (1)
- BUL Bulgária (1)
- KAZ Cazaquistão (2)
- CZE Chéquia (4)
- CHI Chile (1)
- CHN China (3)
- KOR Coreia do Sul (4)
- CUB Cuba (1)
- EGY Egito (4)
- ECU Equador (2)
- ESP Espanha (1)
- USA Estados Unidos (1)
- FRA França (4)
- GBR Grã-Bretanha (4)
- GUA Guatemala (2)
- HUN Hungria (4)
- ITA Itália (4)
- JPN Japão (2)
- LAT Letônia (1)
- LTU Lituânia (2)
- MEX México (4)
- POL Polônia (4)
- SWE Suécia (1)
- SUI Suíça (2)
- THA Tailândia (1)
- TUR Turquia (2)
- UKR Ucrânia (3)
- UZB Uzbequistão (1)

## Medalhistas
| Evento             | Ouro                        | Prata                     | Bronze                            |
| ------------------ | --------------------------- | ------------------------- | --------------------------------- |
| Masculino detalhes | Ahmed El-Gendy EGY Egito    | Taishu Sato JPN Japão     | Giorgio Malan ITA Itália          |
| Feminino detalhes  | Michelle Gulyás HUN Hungria | Élodie Clouvel FRA França | Seong Seung-min KOR Coreia do Sul |

## Quadro de medalhas
| Ordem | País              | Medalha de ouro | Medalha de prata | Medalha de bronze |   | Ordem por total |
| ----- | ----------------- | --------------- | ---------------- | ----------------- | - | --------------- |
| 1     | EGY Egito         | 1               |                  |                   | 1 | 1               |
|       | HUN Hungria       | 1               |                  |                   | 1 | 1               |
| 3     | FRA França        |                 | 1                |                   | 1 | 1               |
|       | JPN Japão         |                 | 1                |                   | 1 | 1               |
| 5     | KOR Coreia do Sul |                 |                  | 1                 | 1 | 1               |
|       | ITA Itália        |                 |                  | 1                 | 1 | 1               |
| TOTAL | TOTAL             | 2               | 2                | 2                 | 6 | —               |